# Semjon Byčkov
Semjon Majevič Byčkov, rusky Семён Маевич Бычков, anglicky Semyon Mayevich Bychkov (* 30. listopadu 1952 Leningrad) je americký dirigent a hudební pedagog ruského původu, narozený v Sovětském svazu. V roce 1974 (nebo 1975) emigroval do Rakouska a přes Itálii odjel do Spojených států, kde roku 1983 získal americké občanství.
Od sezóny 2018/2019 je šéfdirigentem a hudebním ředitelem České filharmonie, s úvazkem do roku 2028. Mezi lety 1985–1989 působil jako hudební ředitel Buffalo Philharmonic Orchestra a v období 1997–2010 pak řídil z pozice šéfdirigenta Symfonický orchestr WDR v Kolíně nad Rýnem.

## Životopis

### Mládí
Narodil se roku 1952 v Leningradě (dnes Petrohrad), tehdejším Sovětském svazu, do židovské rodiny. Jeho bratr Jakov Kreizberg (1959–2011) byl také americko-ruský dirigent. Jejich prapraděd působil jako dirigent Oděského národního akademického divadla opery a baletu. Semjon Byčkov studoval deset let na hudebně zaměřené sborové škole Michaila S. Glinky, ve třídě u pedagoga dirigování Poltavceva a učitelky hry na klavír Kurnavinové. Po ukončení studia pokračoval na leningradské Konzervatoři N. A. Rimského-Korsakova ve třídě profesora Ilji Musina. První dirigentskou zkušenost učinil během studií v devatenácti letech.
Při studiu konzervatoře hrál také volejbal za Dynamo Leningrad. Roku 1973 vyhrál Rachmaninovu dirigentskou soutěž, ovšem úřady mu po jeho žádosti o výjezdní víza zakázaly uplatnit cenu pro vítěze – příležitost dirigovat Leningradskou filharmonii. Jeho rodina negativně snášela antisemitský přístup státu, a tak se Byčkov v důsledku svých kritických postojů vůči sovětskému komunistickému režimu rozhodl v roce 1974 zemi opustit (dle jiných zdrojů opustil zemi v březnu 1975), se stodolarovým obnosem. Odcestoval tak do Vídně.

### Studia a kariéra ve Spojených státech
V roce 1975, ve věku dvaceti dvou let, opustil Vídeň a v emigraci pokračoval přes Itálii do Spojených států amerických. Následně absolvoval newyorskou konzervatoř Mannes School of Music na Upper West Side, jednu ze součástí univerzity The New School. V univerzitním ansámblu Mannes College Orchestra se ujal role dirigenta.
V letech 1980–1985 pracoval jako hudební ředitel lokálního tělesa Grand Rapids Symphony v michiganském Grand Rapids a zároveň působil na pozici hlavního hostujícího dirigenta Buffalo Philharmonic Orchestra. Americký debut za dirigentským pultem učinil v newyorské městské opeře New York City Opera, kde 30. září 1981 řídil Bizetovu Carmen. Celkem odehrál šest představení.
V roce 1985 se stal hudebním ředitelem Buffalské filharmonie a na této pozici setrval další čtyři roky. Americké občanství přijal 4. července 1983. Působení na buffalské scéně mu přineslo mezinárodní ohlas. V roce 1986, kdy obdržel pozvání k dirigování Newyorské filharmonie, Berlínských filharmoniků a amsterdamského Královského orchestru Concertgebouw, podepsal desetiletou nahrávací smlouvu s vydavatelstvím Philips Classics Records. První vydanou deskou se pro něj stala Šostakovičova Symfonie č. 5, op. 47 ve spolupráci s Berlínskými filharmoniky. V newyorské Metropolitní opeře nastudoval opery Boris Godunov (2004) a Othello (2007, 2012).

### Evropská dráha
V letech 1989–1998 působil na pozici hudebního ředitele pařížského tělesa Orchestre de Paris, založeného v roce 1967. Roku 1990 se stal hlavním hostujícím dirigentem Petrohradské filharmonie, o dva roky později byl do stejné funkce jmenován na florentském hudebním festivalu Maggio Musicale Fiorentino, v roce 1997 pak přijal místo šéfdirigenta kolínského Symfonického orchestru WDR a v další sezóně šéfderigenta drážďanské Semperovy opery. V Kolíně nad Rýnem setrval do roku 2010 a během německého angažmá nahrál Brahmsovy stěžejní Symfonie č. 1–4, Šostakovičovy Symfonie č. 4, 7, 8, 10 a 11, Mahlerovu Symfonii č. 3, Rachmaninovy Zvony a Tři symfonické tance, Straussův Život hrdinův a Alpskou symfonii, Verdiho Requiem, stejně jako Straussovy opery Elektra, Daphne a Wagnerova Lohengrina, jenž se stal nejlepší nahrávkou roku 2010 v hodnocení časopisu BBC Music Magazine.
V sezóně 2003 debutoval na londýnské scéně Royal Opera House v Covent Garden nastudováním opery Richarda Strausse Elektra. Téhož roku zde navíc dirigoval Musorgského dílo Boris Godunov. V Covent Garden postupně řídil operní díla Piková dáma (2006), Lohengrin (2009), Don Carlos (2009), Tannhäuser (2010), Bohéma (2012) a Žena beze stínu (2014). Na prknech milánské Scaly realizoval Toscu (1996) a Elektru (2007), v Turínu pak řídil Dona Carlose (2006). Během festivalu Maggio Musicale Fiorentino uvedl vítěznou produkci Janáčkovy opery Její pastorkyňa (1993), Schubertovu jedinou operu Fierrabras (1995) a Šostakovičovu Lady Macbeth Mcenského újezdu (1997). V Pařížské národní opeře se poprvé představil uvedením Verdiho Maškarního plesu (2007) a za dirigentský pult se vrátil Tristanem a Isoldou (2009). Ve Vídni doprovodil představení Elektry (2000), Tristana a Isoldy (2001), Daphne (2003) a Lohengrina (2005). Konečně na letním Salcburském festivalu se podílel na realizaci Růžového kavalíra od Richarda Strausse (2004).
Roku 2012 Byčkov vystoupil k 60. životnímu jubileu s Vídeňskými filharmoniky na koncertech ve Vídni a Tel Avivu. Ve stejném roce pak přijal nově zřízenou dirigentskou pozici u Symfonického orchestru BBC, s nímž se opakovaně objevil na festivalu BBC Proms.
Na londýnské konzervatoři Royal Academy of Music drží učitelské křeslo Otty Klemperera pro výuku dirigování. V roce 2015 získal ocenění „dirigent roku“ v rámci Mezinárodních operních cen (International Opera Awards) udílených časopisem Opera.
V letech 2016–2017 se v rámci 121. sezóny České filharmonie stal jedním z hostujících dirigentů českého hudebního tělesa s plánem uvedení dvou programů. U příležitosti nedožitých 80. narozenin Václava Havla nastudoval s Českou filharmonii Dvořákovu Symfonii č. 9 (Novosvětskou), kterou dirigoval 5. října 2016 na slavnostním večeru v Rudolfinu. Pro vydavatelství Decca Records byl jmenován uměleckým ředitelem Čajkovského projektu, s cílem natočit kompletního seznamu symfonií ruského skladatele.
Dne 16. října 2017 podepsal s generálním ředitelem České filharmonie Davidem Marečkem smlouvu, na jejímž základě se stal šéfdirigentem a hudebním ředitelem České filharmonie na pětileté období, s účinností od sezóny 2018/2019. Hlavními hostujícími dirigenty byli jmenováni Jakub Hrůša a Tomáš Netopil. V září 2022 prodloužil smlouvu do roku 2028. S Českou filharmonií nahrál kompletní cyklus symfonických děl Petra Iljiče Čajkovského. Nejdéle působící americký časopis v oblasti klasické hudby, Musical America Worldwide, jej v roce 2022 v rámci Musical America Awards vyhlásil Dirigentem roku.

## Soukromý život
Po příjezdu do USA využil záštity dvou starých dam, které mu věnovaly kromě klavíru mj. i koženou aktovku po Sergeji Rachmaninovovi s vyraženým jménem skladatele a některé Rachmaninovovy autorské notové záznamy.
Druhou manželkou Byčkova se stala francouzská klavíristka a členka sesterského klavírního dua Marielle Labèque, která s ním žije v Paříži. Manželka také obývá spolu se sestrou část římského paláce, v němž sídlí jejich hudební vydavatelství KML Recordings.